# International Cycling Classic
O 'International Cycling Classic, também chamado SuperWeek, são dois e uma carreira ciclista amadoras estadounidenses, masculina e feminina, que se disputam em Milwaukee (Wisconsin) e seus arredores no mês de julho.
A primeira delas foi a masculina que foi criada em 1989. A masculina está formada por 18 etapas disputadas em 17 dias.

## Palmarés

### Masculino
| - 1989 : Tom Valente - 1990 : Roberto Gaggioli - 1991 : Jim Copeland - 1992 : Roberto Gaggioli - 1993 : Sven Teutenberg - 1994 : Lars Michaelsen - 1995 : Radisa Cubric - 1996 : Fred Rodriguez - 1997 : Harm Jansen - 1998 : Frank McCormack - 1999 : Harm Jansen - 2000 : Pelle Kil | - 2001 : Jonas Carney - 2002 : Viktor Rapinski - 2003 : Viktor Rapinski - 2004 : Harm Jansen - 2005 : Karl Menzies - 2006 : Dennis Haueisen - 2007 : Marco Antonio Rios - 2008 : Jonathan Cantwell - 2009 : Bernard Sulzberger - 2010 : Jonathan Cantwell - 2011 : Chun Kai Feng |

### Feminino
| - 1999 : Kendra Wenzel - 2000 : Andrea Smessaert - 2001 : Stephanie Hannos - 2002 : Lauren Franges - 2003 : Lynn Gaggioli - 2004 : Tina Pic - 2005 : Magen Long | - 2006 : Kelly Benjamin - 2007 : Kelly Benjamin - 2008 : Theresa Cliff-Ryan - 2009 : Nicky Wangsgard - 2010 : Nicky Wangsgard - 2011 : Nicky Wangsgard |